# Melly Oitzl
Maria-Silvana "Melly" Oitzl (Lind/Arnoldstein, 1955) is een Oostenrijkse neurowetenschapper. Ze is hoogleraar in de medische farmacologie aan de Universiteit Leiden en hoogleraar in de cognitieve neurobiologie aan de Universiteit van Amsterdam.
Oitzl is voornamelijk geïnteresseerd in de interacties tussen stress, cognitie en emotie. Ze promoveerde in 1989 magna cum laude aan de Heinrich Heine-Universiteit in Düsseldorf. Oitzl is lid van het gebiedsbestuur "Aard- en Levenswetenschappen" van de Nederlandse Organisatie voor Wetenschappelijk Onderzoek, waar ze in 2008 een "Aspasia" subsidie van ontving. Ze was bestuurslid en penningmeester van de European Brain and Behaviour Society.
Volgens het Web of Science heeft Oitzl meer dan 130 artikelen gepubliceerd in "peer-reviewed" wetenschappelijke tijdschriften, die in totaal meer dan 5000 keer zijn geciteerd, met een h-index van 33.
- Bibliothèque nationale de France: cb15750113q (data)
- International Standard Name Identifier: 0000 0000 3915 7188
- Library of Congress Control Number: nb2008002773
- NARCIS: PRS1294560
- Nationale Bibliotheek van Israël: 987007347178305171
- Nederlandse Thesaurus van Auteursnamen: 304356034
- Système universitaire de documentation: 121105938
- Virtual International Authority File: 64336971
- WorldCat: E39PBJj8VDqYqptBjFvbbR7GpP